# Área metropolitana de Manhattan
El Área Estadística Metropolitana de Manhattan  es un Área Estadística Metropolitana (MSA) centrada en la ciudad homónima, en Kansas, Estados Unidos; definida como tal por la Oficina del Censo de los Estados Unidos. Su población según el censo de 2010 es de 127.081 de habitantes.

## Composición
Los 3 condados que componen el área metropolitana y su población según los resultados del censo 2010:
- Geary– 34.362 habitantes
- Pottawatomie– 21.604 habitantes
- Riley– 71.115 habitantes

## Comunidades del área metropolitana
- Ciudad principal
  - Manhattan

- Comunidades con 1.000 a 20.000 habitantes
  - Fort Riley North (census-designated place)
  - Grandview Plaza
  - Junction City
  - Ogden
  - St. Marys
  - Wamego

- Comunidades con 500 a 1.000 habitantes
  - Milford
  - Onaga
  - Riley
  - Westmoreland

- Comunidades con menos de 500 habitantes
  - Belvue
  - Emmett
  - Fort Riley-Camp Whiteside
  - Havensville
  - Leonardville
  - Louisville
  - Olsburg
  - Randolph
  - St. George
  - Wheaton

- Lugares no incorporados
  - Wreford
  - Zeandale